# Ramon Zomer
Ramon Zomer (Almelo, 13 aprile 1983) è un ex calciatore olandese, di ruolo difensore.

## Carriera
In passato ha giocato per il N.E.C., per il Twente e per la nazionale Under-21 olandese, con la quale ha vinto l'Europeo nel 2006.

## Palmarès

### Nazionale
- Campionato d'Europa Under-21: 1

2006